# David Svoboda
David Svoboda (Praga, 19 de março de 1985) é um pentatleta checo, campeão olímpico e mundial. 

## Carreira
Svoboda representou seu país nos Jogos Olímpicos de 2008 e 2012, na qual conquistou a medalha de ouro, no individual masculino em Londres.
Ele também representou seu país nos Jogos Olímpicos de Verão de 2016, terminando na nona colocação.